# روزگرد

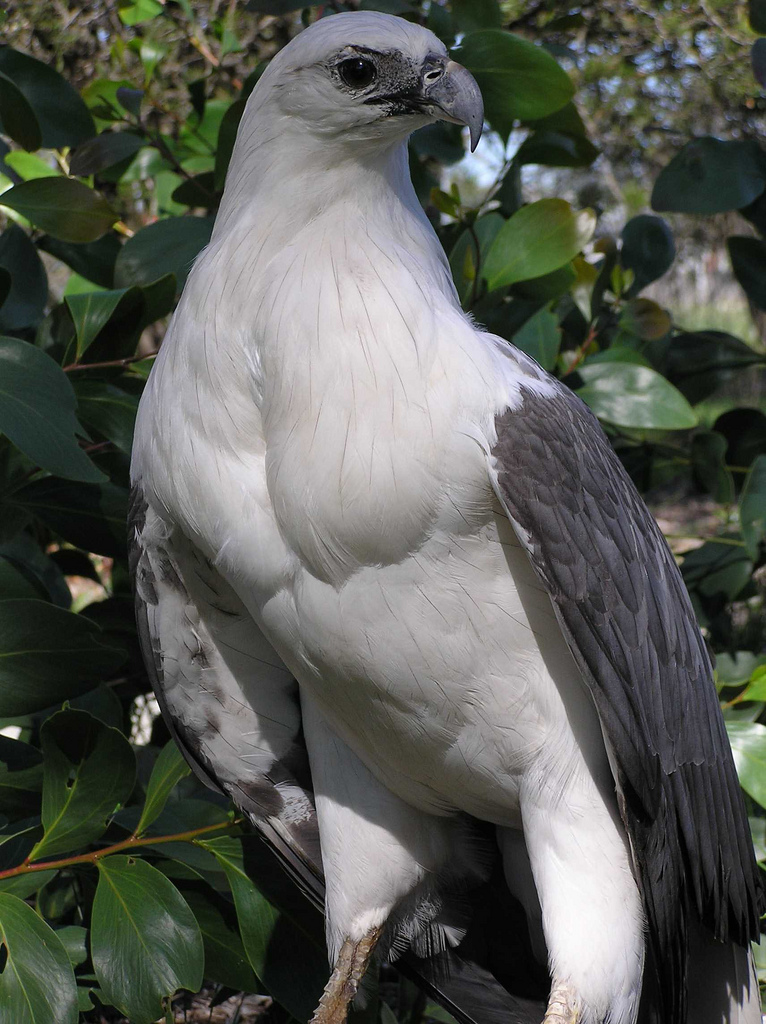
عقاب سینه‌سفید دریایی یک پرنده روزرو

روزگرد (به انگلیسی: diurnal) و روزگردی (به انگلیسی: diurnality) نوعی رفتار جانوری است و به جانوران یا گیاهانی گفته می‌شود که در طول روز فعال بوده و در شب هنگام خواب هستند. دیگر موجوداتی که روزگرد نیستند ممکن است پگاه‌رو یا شب‌زی باشند. بسیاری جانوران نظیر پستانداران، حشرات، پرندگان و خزندگان روزگرد هستند. برخی از گونه‌های جانوری نظیر گونه‌هایی از سگ و گربه که به عنوان حیوان خانگی هستند، ساعت زیستی خود را با انسان هماهنگ کرده و به مرور آنها را تغییر داده و روزگرد شده‌اند.